# Hariz Danial Khallidden
Hariz Danial Khallidden (Tutong, 1 de noviembre de 1996) es un futbolista bruneano que juega en la demarcación de delantero para el MS ABDB de la Brunei Premier League.

## Selección nacional
El 11 de septiembre de 2023 hizo su debut con la selección de Brunéi en un partido amistoso contra Hong Kong que finalizó con un resultado de 10-0 a favor del combinado hongkonés tras los goles de Hélio, Fernando, Tan Chun Lok, Wong Wai y dobletes de Chan Siu Kwan, Everton Camargo y Poon Pui Hin.

## Clubes
| Club    | País   | Año   | Partidos | Goles |
| ------- | ------ | ----- | -------- | ----- |
| MS ABDB | Brunéi | 2019- | 38       | 20    |